# David di Donatello du meilleur acteur dans un second rôle

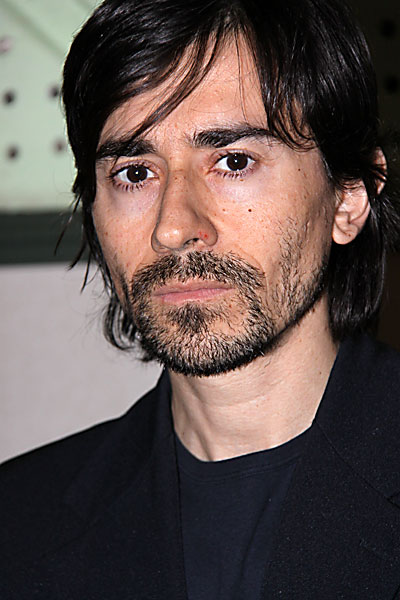
Luigi Lo Cascio, lauréat 2020.

Le Prix David di Donatello du meilleur acteur dans un second rôle (Premio David di Donatello per il miglior attore non protagonista) est une récompense cinématographique italienne décernée annuellement par l'Académie du cinéma italien, plus précisément par l’Ente (Association) David di Donatello, depuis la vingt-sixième édition du Prix David di Donatello en 1981.
Leo Gullotta et Giuseppe Battiston sont les acteurs la plus titrés avec trois récompenses. Charles Vanel et Bernard Blier sont les seuls acteurs français à avoir remporté ce prix.

## Palmarès

### Années 1980
- 1981  :
  - Charles Vanel - Trois Frères (Tre fratelli)
  - Bruno Ganz - La Dame aux camélias (La storia vera della signora delle camelie)
  - Néstor Garay - Chambre d'hôtel (Camera d'albergo)
- 1982 :
  - Angelo Infanti - Borotalco
  - Alessandro Haber - Piso pisello
  - Paolo Stoppa - Le Marquis s'amuse (Il marchese del Grillo)
- 1983 : 
  - Lello Arena - Scusate il ritardo
  - Tino Schirinzi - Sciopèn
  - Paolo Stoppa - Amici miei atto II
- 1984 :
  - Carlo Giuffré - Son contento
  - Aldo Giuffré - Mi manda Picone
  - Stefano Satta Flores - Cent Jours à Palerme (Cento giorni a Palermo)
- 1985 : 
  - Ricky Tognazzi - Qualcosa di biondo
  - Ruggero Raimondi - Carmen
  - Paolo Bonacelli - Non ci resta che piangere
- 1986 :
  - Bernard Blier - Pourvu que ce soit une fille (Speriamo che sia femmina)
  - Ferruccio De Ceresa - La messa è finita
  - Philippe Noiret - Pourvu que ce soit une fille (Speriamo che sia femmina)
  - Franco Fabrizi - Ginger e Fred
- 1987 : 
  - Leo Gullotta - Le Maître de la camorra (Il camorrista)
  - Justino Díaz - Othello
  - Gigi Reder - Superfantozzi
  - Mattia Sbragia  - Il caso Moro
- 1988 : 
  - Peter O'Toole – Le Dernier Empereur
  - Gabriele Ferzetti - Giulia e Giulia
  - Galeazzo Benti - Io e mia sorella
- 1989 :
  - Massimo Dapporto -  Mignon est parti (Mignon è partita) (ex æquo)
  - Carlo Croccolo - 'O Re (ex æquo)
  - Paolo Panelli - Splendor

### Années 1990-1999
- 1990
  - Sergio Castellitto - Tre colonne in cronaca
  - Ennio Fantastichini -  Portes ouvertes (Porte aperte)
  - Alessandro Haber - Willy Signori e vengo da lontano
  - Vittorio Caprioli - Il male oscuro
  - Roberto Citran - Légers quiproquos (Piccoli equivoci)
- 1991
  - Ciccio Ingrassia - Condominio
  - Enzo Cannavale - La Maison du sourire (La casa del sorriso)
  - Giuseppe Cederna - Mediterraneo
  - Sergio Castellitto - Stasera a casa di Alice
  - Ricky Memphis - Ultrà
- 1992
  - Angelo Orlando - Je croyais que c'était de l'amour (Pensavo fosse amore... invece era un calessede)
  - Giancarlo Dettori - Maledetto il giorno che t'ho incontrato
  - Giorgio Gaber - Rossini! Rossini!
- 1993
  - Claudio Amendola - Un'altra vita
  - Renato Carpentieri - Fiorile
  - Leo Gullotta - La scorta
- 1994
  - Alessandro Haber - Per amore, solo per amore
  - Giancarlo Giannini - Giovanni Falcone
  - Leopoldo Trieste - Il giudice ragazzino
- 1995
  - Giancarlo Giannini - Come due coccodrilli
  - Roberto Citran - Il toro
  - Philippe Noiret – Le Facteur (Il postino)
- 1996
  - Leopoldo Trieste -  Marchand de rêves (L'uomo delle stelle)
  - Raoul Bova - Palermo Milano solo andata
  - Alessandro Haber - I laureati
- 1997
  - Leo Gullotta - Il carniere
  - Diego Abatantuono - Nirvana
  - Antonio Albanese - Vesna va veloce
  - Claudio Amendola - Testimone a rischio
  - Massimo Ceccherini - Il ciclone
- 1998
  - Silvio Orlando - Aprile
  - Sergio Bustric - La vita è bella
  - Massimo Ceccherini - Fuochi d'artificio
- 1999
  - Fabrizio Bentivoglio - Del perduto amore
  - Mario Scaccia - Ferdinando e Carolina
  - Emilio Solfrizzi - Matrimoni

### Années 2000-2009
- 2000
  - Giuseppe Battiston - Pain, tulipes et comédie (Pane e tulipani) (ex æquo)
  - Leo Gullotta - Un uomo perbene (ex æquo)
  - Emilio Solfrizzi - Ormai è fatta!
- 2001
  - Tony Sperandeo - Les Cent pas (I Cento Passi)
  - Silvio Orlando – La Chambre du fils (La stanza del figlio)
  - Claudio Santamaria – Juste un baiser (L'ultimo bacio)
- 2002
  - Libero De Rienzo - Santa Maradona
  - Leo Gullotta - Vajont
  - Silvio Orlando - Luce dei miei occhi
- 2003
  - Ernesto Mahieux – L'Étrange Monsieur Peppino (L'imbalsamatore)
  - Antonio Catania - Ma che colpa abbiamo noi
  - Pierfrancesco Favino - El Alamein
  - Giancarlo Giannini - Un cœur ailleurs (Il Cuore altrove)
  - Kim Rossi Stuart - Pinocchio
- 2004
  - Roberto Herlitzka - Buongiorno, notte
  - Diego Abatantuono -  L'Été où j'ai grandi (Io non ho paura)
  - Elio Germano - Che ne sarà di noi
  - Fabrizio Gifuni - Nos meilleures années (La Meglio gioventù)
  - Emilio Solfrizzi - Agata e la tempesta
- 2005
  - Carlo Verdone - Leçons d'amour à l'italienne (Manuale d'amore)
  - Johnny Dorelli - Ma quando arrivano le ragazze?
  - Silvio Muccino - Leçons d'amour à l'italienne (Manuale d'amore)
  - Raffaele Pisu - Les Conséquences de l'amour (Le Conseguenze dell'Amore)
  - Fabio Troiano - Dopo mezzanotte
- 2006
  - Pierfrancesco Favino - Romanzo criminale
  - Giorgio Faletti - Notte prima degli esami
  - Neri Marcorè - La seconda notte di nozze
  - Nanni Moretti - Le Caïman (Il Caimano)
  - Sergio Rubini - La terra
- 2007
  - Giorgio Colangeli - L'aria salata
  - Valerio Mastandrea - Napoléon (et moi) (N (Io e Napoleone))
  - Ninetto Davoli - Uno su due
  - Ennio Fantastichini - Saturno contro
  - Riccardo Scamarcio - Mon frère est fils unique (Mio fratello è figlio unico)
- 2008
  - Alessandro Gassman - Caos calmo
- Giuseppe Battiston - Giorni e nuvole
  - Fabrizio Gifuni - La Fille du lac (La ragazza del lago)
  - Ahmed Hafiene - La giusta distanza
  - Umberto Orsini - Il mattino ha l'oro in bocca
- 2009
  - Giuseppe Battiston - Non pensarci
  - Claudio Bisio - Ex
  - Carlo Buccirosso - Il divo
  - Luca Lionello - Cover Boy - L'ultima rivoluzione
  - Filippo Nigro – Différent de qui ? (Diverso da chi?)

### Années 2010-2019
- 2010
  - Ennio Fantastichini - Le Premier qui l'a dit (Mine vaganti)
  - L’ensemble des seconds rôles - Baarìa
  - Pierfrancesco Favino - Encore un baiser (Baciami ancora)
  - Marco Giallini - Io, loro e Lara
  - Marco Messeri - La prima cosa bella
- 2011
  - Giuseppe Battiston - La passione
  - Raoul Bova - La nostra vita
  - Alessandro Siani - Benvenuti al Sud
  - Rocco Papaleo - Nessuno mi può giudicare
  - Francesco Di Leva - Une vie tranquille (Una vita tranquilla)
- 2012
  - Pierfrancesco Favino - Piazza Fontana (Romanzo di una strage)
  - Marco Giallini – ACAB - All Cops Are Bastards
  - Renato Scarpa - Habemus papam
  - Giuseppe Battiston - La Petite Venise (Io sono Li)
  - Fabrizio Gifuni - Piazza Fontana (Romanzo di una strage)
- 2013
  - Valerio Mastandrea - Viva la libertà
  - Giuseppe Battiston - Il comandante e la cicogna
  - Marco Giallini - Buongiorno papà
  - Stefano Accorsi - Je voyage seule (Viaggio sola)
  - Claudio Santamaria - Diaz : un crime d'État (Diaz : Don't Clean Up This Blood)
- 2014
  - Fabrizio Gifuni - Les Opportunistes (Il capitale umano)
  - Valerio Aprea - Smetto quando voglio
  - Giuseppe Battiston - La sedia della felicità
  - Libero De Rienzo - Smetto quando voglio
  - Stefano Fresi - Smetto quando voglio
  - Carlo Verdone - La grande bellezza
- 2015
  - Carlo Buccirosso - Noi e la Giulia
  - Luigi Lo Cascio - Il nome del figlio
  - Fabrizio Bentivoglio - Il ragazzo invisibile
  - Nanni Moretti - Mia madre
  - Claudio Amendola - Noi e la Giulia
- 2016
  - Luca Marinelli - On l'appelle Jeeg Robot (Lo chiamavano Jeeg Robot)
  - Valerio Binasco - Alaska
  - Fabrizio Bentivoglio - Gli ultimi saranno gli ultimi
  - Giuseppe Battiston - La felicità è un sistema complesso
  - Alessandro Borghi - Suburra
- 2017
  - Valerio Mastandrea - Fiore
  - Massimiliano Rossi - Indivisibili
  - Ennio Fantastichini - La stoffa dei sogni
  - Pierfrancesco Favino - Les Confessions (Le confessioni)
  - Roberto De Francesco - Le ultime cose
- 2018
  - Giuliano Montaldo pour Tutto quello che vuoi
  - Carlo Buccirosso pour Ammore e malavita
  - Alessandro Borghi pour Fortunata
  - Elio Germano pour La tenerezza
  - Peppe Barra pour Napoli velata
- 2019
  - Edoardo Pesce pour Dogman
  - Massimo Ghini pour Une famille italienne (A casa tutti bene)
  - Valerio Mastandrea pour Euforia
  - Ennio Fantastichini pour Fabrizio De André - Principe libero
  - Fabrizio Bentivoglio pour Silvio et les Autres (Loro)

### Années 2020-2029
- 2020 : Luigi Lo Cascio pour Le Traître (Il traditore)
  - Carlo Buccirosso pour 5 est le numéro parfait (5 è il numero perfetto)
  - Stefano Accorsi pour Domani è un altro giorno
  - Fabrizio Ferracane pour Le Traître (Il traditore)
  - Roberto Benigni pour Pinocchio
- 2021 : Fabrizio Bentivoglio pour L'Incroyable Histoire de l'Île de la Rose (L'incredibile storia dell'Isola delle Rose)
  - Gabriel Montesi pour Storia di vacanze (Favolacce)
  - Lino Musella pour Storia di vacanze (Favolacce)
  - Giuseppe Cederna pour Hammamet
  - Silvio Orlando pour Lacci
- 2022 : Eduardo Scarpetta pour Qui rido io
  - Fabrizio Ferracane pour Ariaferma
  - Valerio Mastandrea pour Diabolik
  - Toni Servillo pour La Main de Dieu (È stata la mano di Dio)
  - Pietro Castellitto pour Freaks Out
- 2023 : Francesco Di Leva pour Nostalgia
  - Fausto Russo Alesi pour Esterno notte
  - Toni Servillo pour Esterno notte
  - Elio Germano pour Il signore delle formiche
  - Filippo Timi pour Les Huit Montagnes (Le otto montagne)

- 2024 : Elio Germano pour son rôle dans Palazzina Laf
  - Giorgio Colangeli pour son rôle dans Il reste encore demain (C'è ancora domani)
  - Adriano Giannini pour son rôle dans Adagio
  - Vinicio Marchioni pour son rôle dans Il reste encore demain (C'è ancora domani)
  - Silvio Orlando pour son rôle dans Vers un avenir radieux (Il sol dell'avvenire)

## Nombre de prix remportés
- Leo Gullotta: 3
- Giuseppe Battiston: 3
- Pierfrancesco Favino 2
- Claudio Amendola : 1
- Lello Arena : 1
- Fabrizio Bentivoglio : 1
- Bernard Blier : 1
- Sergio Castellitto : 1
- Giorgio Colangeli : 1
- Carlo Croccolo : 1
- Massimo Dapporto : 1
- Libero De Rienzo : 1
- Ennio Fantastichini : 1
- Alessandro Gassman : 1
- Giancarlo Giannini : 1
- Fabrizio Gifuni : 1
- Carlo Giuffré : 1
- Alessandro Haber : 1
- Roberto Herlitzka : 1
- Angelo Infanti : 1
- Ciccio Ingrassia : 1
- Ernesto Mahieux : 1
- Valerio Mastandrea : 1
- Angelo Orlando : 1
- Silvio Orlando : 1
- Peter O'Toole : 1
- Tony Sperandeo : 1
- Leopoldo Trieste : 1
- Ricky Tognazzi : 1
- Charles Vanel : 1
- Carlo Verdone : 1